# Tadeusz Chmiel

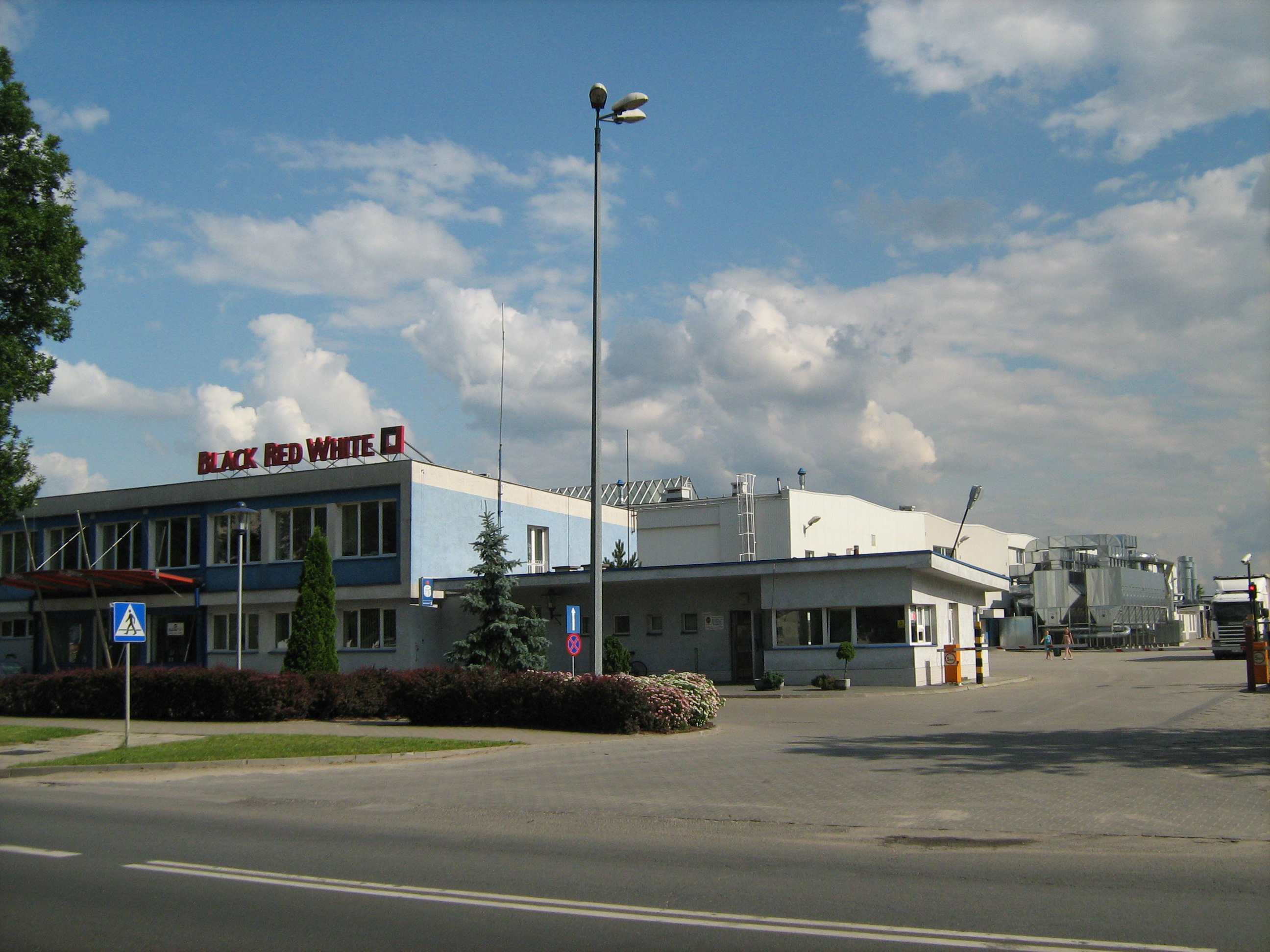
Biłgoraj – fabryka mebli „Black Red White”

Tadeusz Chmiel (ur. 21 listopada 1956 w Chmielku) – polski przedsiębiorca i 13. na liście najbogatszych ludzi w Polsce, z majątkiem szacowanym na 1,65 mld zł (2014), założyciel i właściciel 50,03% spółki Black Red White, producenta i dystrybutora mebli oraz artykułów wyposażenia wnętrz z ok. 20% udziałem w rynku pod względem wartości sprzedaży.
Karierę zaczął w latach 80. od skręcania mebli w Chmielku na Lubelszczyźnie. W latach 90. zaczął produkcję mebli w zakładzie w Biłgoraju. Jest Świadkiem Jehowy.
Ma żonę Marzenę oraz dwójkę dzieci.